# Кленовый бульвар (станция метро, Большая кольцевая линия)
«Клено́вый бульва́р» — станция Московского метрополитена на Большой кольцевой линии. Расположена в районе Нагатинский Затон (ЮАО); названа по одноимённому бульвару. Открыта 1 марта 2023 года в составе участка «Каховская» — «Нижегородская» во время церемонии полного замыкания Большой кольцевой линии. Колонная станция мелкого заложения с двумя береговыми платформами.

## Название
Изначальное проектное название станция получило по району Нагатинский Затон. Нынешнее название присвоено постановлением Правительства Москвы № 673-ПП от 20 октября 2015 года по проходящему вблизи будущей станции Кленовому бульвару.

## Расположение
Находится между станциями «Нагатинский Затон» и «Каширская», вблизи парка «Коломенское», у пересечения Коломенской улицы с Кленовым бульваром.
На базе станции будет организован транспортно-пересадочный узел «Кленовый бульвар», в составе которого откроется гостиничный комплекс, основной задачей которого будет обслуживание музея-заповедника «Коломенское».

## Наземный общественный транспорт
На этой станции можно пересесть на следующие маршруты городского пассажирского транспорта:
- Автобусы: 824, с856

## Строительство
В мае 2017 года был объявлен открытый конкурс на строительство участка метро, включающего эту станцию. По данным из проекта договора из конкурсной документации выход подрядчика на площадки строительства планируется не позднее 16 октября 2017 года, начало проходки тоннелей — не позднее 1 июля 2018 года, окончание всех работ — не позднее 18 июля 2020 года. Договор на выполнение комплекса строительно-монтажных работ подписан 10 июля 2017 года с исполнителем ООО «МИП-СТРОЙ № 1». Генеральный проектировщик и генеральный подрядчик по строительству станции — АО «Мосинжпроект». Глубина заложения — 24,3 метра.
- 16 ноября 2017 года началось строительство юго-восточного участка Большой кольцевой линии от станции «Нижегородская» до станции «Каширская», на котором будет располагаться данная станция[14],
  - 20 сентября 2018 года Марат Хуснуллин опроверг эту информацию, написав о том, что активное строительство станции начнётся в 2019 году[15].
- 10 апреля 2020 года щит «Победа» начал проходку к станции «Каширская»[16].
- 10 марта 2021 года щит «Лилия» начал проходку двухпутного перегонного тоннеля между станциями «Нагатинский Затон» и «Кленовый бульвар»[17].
- 13 декабря 2021 года  начато строительство перехода на одноимённую станцию Бирюлёвской линии метро[18].
- 17 января 2022 смонтированы три из четырёх эскалаторов станции[19].
- 23 марта 2022 года началась отделка платформы[20].
- 25 марта 2022 года завершены монолитные работы[21][22][23].
- 30 июня 2022 года завершилось подключение станции к электросетям[24].
- 5 января 2025 года — состоялось открытие дополнительного выхода к музею-заповеднику «Коломенское»[25].

| - Строительная техника, май 2020 года - Вид с высоты на строительство в сентябре 2020 года. Вдали видна Церковь Вознесения - Вид с высоты на строительство в сентябре 2020 года. Слева виден лицей № 1523, внизу — строения в Коломенском - Строительство эскалаторов, май 2022 года - Вид с высоты на строительство в мае 2022 года. Видна улица Новинки, переходящая в Кленовый бульвар |

## Архитектура и оформление
22 ноября 2017 года был объявлен открытый конкурс на архитектурный облик станций метро «Нагатинский Затон» и «Кленовый бульвар». Итоги конкурса были объявлены 27 марта 2018 года, победителем названо архитектурное бюро «ARCHSLON». Дизайн станции отсылает к расположенной рядом усадьбе «Коломенское»: входные группы станции напоминают силуэты куполов дворца Алексея Михайловича, а элементы освещения сделаны в стиле сетчатой керамики.
| - Наземный вестибюль станции - Оформление вестибюля станции - Название станции на путевой стене и декоративные камни в качестве скамеек. - Станция и поезд 81-775/776/777 «Москва-2020», посвящённый замыканию БКЛ |

## Путевое развитие
За станцией в направлении Нагатинского Затона расположен пошёрстный съезд.

## Перспективы
В дальнейшем от станции планируется провести на юг новую Бирюлёвскую линию. Строительство линии планировалось начать после 2023 года.
В сентябре 2018 года стало известно, что в отдалённой перспективе от станции планируется провести линию, которая, по предварительным данным, дойдёт до Капотни. В настоящий момент подобное продление планируется после 2030 года.